# Templo de Sam Kai Vui Kun (Macau)
O Templo de Sam Kai Vui Kun (Macau) é um templo situado próximo da antiga zona do Bazar Chinês, onde se encontra actualmente o Mercado de S. Domingos, mantendo ainda a essência da função original daquele espaço. A data da sua construção é desconhecida, embora tenham sido recuperadas no local placas com inscrições que assinalam a data do restauro, efectuado em 1792.

A localização desta construção tipicamente chinesa no coração da principal praça da cidade, num contexto urbano predominantemente ocidental, ilustra bem a coexistência harmoniosa entre as duas culturas.

O templo está directamente associado à primeira Câmara de Comércio Chinesa da cidade, com ligações comerciais de longa data. Os éditos oficiais das autoridades chinesas do continente eram anunciados publicamente em frente a este templo. O seu testemunho histórico demonstra claramente o respeito que sempre houve em Macau entre as comunidades chinesa e portuguesa, com as respectivas representações cívicas coexistindo lado a lado. Neste contexto, Sam Kai Vui Kun representa a voz do sector comercial chinês local, tendo encontrado um importante papel activo nos assuntos cívicos e políticos da cidade.

Construído por comerciantes chineses locais, Sam Kai Vui Kun é uma edificação modesta. Porém, na sua simplicidade, alberga elementos típicos da arquitetura tradicional chinesa, tais como telhas verdes vidradas, ao estilo yingshan, o portão da entrada recuada, típico da corrente de arquitectura Lingnan e a fachada em tijolo cinzento. Os frisos que se podem observar por debaixo dos beirais suspensos encontram-se decorados com ornamentos e figuras policromadas, ilustrando cenas de contos lendários. Os beirais de pontas levantadas do telhado contribuem para realçar a imagem tipicamente chinesa do conjunto.